# Dicondylia
Dicondylia — таксономічна група (таксон), до якої входять усі комахи, крім стрибучих щетинохвостих (Archaeognatha). Диконділії мають нижню щелепу, прикріплену двома шарнірами до головної капсули (дикондил), на відміну від гіпотетичної предкової кондили з одним кульковим суглобом (монокондил); представники Archaeognatha насправді мають двовиросткові нижні щелепи, хоча вони не ідентичні структурі «справжніх» двовиросткових комах.